# Gác kiếm
Gác kiếm, hay còn biết với tựa đề Tịch dương thiên sứ (chữ Hán phồn thể: 夕陽天使, giản thể: 夕阳天使, bính âm: Xīyáng Tiānshĭ, tiếng Anh: So Close) là một bộ phim hành động - võ thuật - tâm lý Hồng Kông sản xuất năm 2002 của đạo diễn Nguyên Khuê (Corey Yuen) thực hiện. Ba vai chính trong phim do Thư Kỳ, Triệu Vy và Mạc Văn Úy đảm nhận. Tên tiếng Anh của phim có nguồn gốc từ bài hát "Close to You" của The Carpenters, bài hát có vai trò nổi bật trong phim.

## Nội dung
Thừa hưởng hệ thống công nghệ vệ tinh bí mật mà người cha quá cố để lại, hai chị em Ái Lâm (Thư Kỳ) và Ái Quần (Triệu Vy) có những lợi thế vượt mặt đối thủ cũng như hệ thống pháp luật. Họ là những tin tặc máy tính, sát thủ và cả chuyên gia tình báo. Nhiệm vụ đầu tiên của họ là ám sát Châu Liêu (Thạch Tu) - chủ tịch của một công ty hàng đầu Trung Quốc đã được thực hiện thành công. Nhưng ngay sau đó, thanh tra cảnh sát Giang Nhật Hồng (Mạc Văn Úy) được giao điều tra vụ án mạng này, và đã có thể lùng ra tung tích của hai chị em. Cuộc rượt đuổi mèo vờn chuột trở nên càng phức tạp hơn khi Ái Lâm và Ái Quần trở thành mục tiêu của chính những kẻ đã thuê họ. Chúng muốn giết nốt cả hai chị em để không bị liên lụy tới vụ ám sát chủ tịch Châu.
Ái Quần luôn làm trợ lý giám sát máy tính tại nhà, trong khi Ái Lâm thực thi nhiệm vụ. Sự sắp xếp này khiến Ái Quần ghen tị. Cô chỉ muốn được nhận nhiệm vụ, mà không hề biết rằng Ái Lâm đang cố bảo vệ mình. Cô chỉ cho rằng Ái Lâm từ chối để cô tham gia vì cô không đủ giỏi mà thôi. Khi Ái Lâm yêu Đình (Song Seung-heon), anh họ của bạn cũ, và quyết định từ bỏ cuộc sống bí mật này để kết hôn, mối quan hệ của hai chị em trở nên rạn nứt. Ái Quần muốn tiếp tục các hợp đồng ám sát để chứng tỏ mình không thua kém gì chị mình.
Nhật Hồng lùng theo dấu vết của Ái Quần đến một tiệm bánh nơi cô mua bánh sinh nhật và hai người đã xảy ra một cuộc rượt đuổi xe điên cuồng. Ái Quần bị cảnh sát vây bắt và phải gọi chị mình, Ái Lâm trợ giúp. Cùng lúc đó, những tay sát thủ do chính kẻ đã ký hợp đồng với hai chị em trước đó cử đến, tấn công Ái Lâm tại nhà, giết chết cô và gài bẫy Nhật Hồng. Ái Quần biết mặt hung thủ thật sự sau khi xem đoạn băng được ghi lại từ vệ tinh. Cô đề nghị Nhật Hồng giúp trả thù cho cái chết của Ái Lâm, đổi lại cô sẽ giúp Nhật Hồng rửa sạch tiếng oan. Không còn lựa chọn nào khác, Nhật Hồng hợp tác với Ái Quần để trừ khử hung thủ thực sự.

## Diễn viên
- Thư Kỳ vai Ái Lâm
- Triệu Vy vai Ái Quần
- Mạc Văn Úy vai Giang Nhật Hồng
- Song Seung-heon vai Đình
- Vệ Chí Hào vai Tiểu Mã
- Thạch Tu vai Châu Liêu
- Ôn Triệu Luân vai Châu Năng
- Kurata Yasuaki vai Ông xã hội đen người Nhật
- Lâm Quốc Bân vai Ben
- Ricardo Mamood vai Peter
- Kenji Tanigaki vai Sát thủ
- Cổ Cự Cơ vai Người trong thang máy

## Đón nhận
Phim được đánh giá trung bình là 6.7/10 dựa trên 37 đánh giá trên Rotten Tomatoes và trung bình là 66/100 dựa trên 18 đánh giá trên Metacritic.